# واين ماكلارين
واين ماكلارين(لورانس جيلبرت ماكلارين,ولد في12سبتمبر1940-22يوليو1992)كان ممثل ومؤدي مشاهد خطيرة وعارض أزياء ومؤدي مسابقات رعاة البقر(الروديو).

## سيرة شخصية
عمل ماكلارين كرجل حيلة وراعي بقر قبل أن يتم تعيينه للظهور في إعلانات مارلبورو. شارك مكلارين في مسابقات ركوب الخيول وركوب الثيران. في عام1976,قام بعمل ترويجي لحملة مارلبورو الإعلانية الشهيرة للسجائر باسم"رجل مارلبورو [الإنجليزية]".
بعد إصابته بسرطان الرئة في عام1990,أصبح مكلارين ناشطًا ضد التدخين مشيرًا إلى أن عادة التدخين التي استمرت30عامًا هي سبب إصابته بالسرطان.خلال فترة نشاط مكلارين كناشط ضد التدخين,نفت شركة فيليب موريس أن مكلارين ظهر في إعلان مارلبورو.ردًا على ذلك,قدم ماكلارين إفادة خطية من وكالة المواهب التي مثلته ونموذج شيك يثبت أنه حصل على أجر مقابل عمله في"إعلان مارلبورو مطبوع".
مباشرةً قبل وفاته,تم تصوير إعلان تلفزيوني يُظهر صورًا له وهو يظهر كراعي البقر مقابل صور له على سريره في المستشفى.قدم شقيقه,تشارلز ماكلارين,تعليقا صوتيا حول مخاطر التدخين,وأشار إلى أن صناعة التبغ تروج لـ"أسلوب حياة مستقل"قبل أن يختتم بالقول:"كيف يمكن أن تكون مستقلاً حقًا وأنت مستلقٍ هناك مع جميع تلك الأنابيب في جسمك؟".

## قائمة الأفلام
| فيلم      | فيلم                     | فيلم                      | فيلم                  |
| السنة     | العنوان                  | الدور                     | الملاحظات             |
| --------- | ------------------------ | ------------------------- | --------------------- |
| 1969      | أدهن عربتك [الإنجليزية]  | عامل في المنجم            | مخاطرة غير معتمد      |
| 1972      | المشجعون [الإنجليزية]    | ايفرت                     |                       |
| 1972      | جونيور بونر [الإنجليزية] |                           | غير معتمد             |
| 1972      | ابكِ لأجلي,بيلي           | عسكري                     | مخاطرة                |
| التلفاز   |                          |                           |                       |
| السنة     | العنوان                  | الدور                     | الملاحظات             |
| 1968      | المهمة المستحيلة         | ارتي كالفيتوس             | الحلقة الثانية        |
| 1969      | فرقة مود [الإنجليزية]    | ميلر                      | الحلقة الأولى         |
| 1971      | ذا إف بي آي              | جاي ياربورو               | الحلقة الأولى         |
| 1971      | كانون                    | جاكي/تي جيه.              | فيلم تلفزيوني         |
| 1972–1973 | كانون                    | هارولد ديجنان/أليكس فاريل | حلقتين(الظهور الأخير) |
| 1973      | غان سموك                 | هوميروس                   | الحلقة الأولى         |

## وصلات خارجية
- واين ماكلارين في قاعدة بيانات الأفلام على الإنترنت
- واين ماكلارين على موقع فايند أغريف